# نعيم النعيمي
نعيم بن أحمد النعيمي البسكري القسنطيني، عالم مسلم جزائري.

## ميلاده ونسبه
ولد في صائفة عام 1327 هـ - 1909 م، وهو سابع إخوته الثَّمانية، ببلدية سيدي خالد غرب ولاية بسكرة على الحدود مع ولاية الجلفة. ينتسب إلى عشيرة «أولاد حركات» العربيَّة، الَّتي تنتمي إلى قبيلة «أولاد زكري» الَّتي تقطن بـ «الزيبان الغربي» وهي بطن من بطون «أولاد نائل».

## طلبه للعلم
بدأ وهو في البادية بحفظ القرآن الكريم على أخيه الجنيدي؛ فحفظ منه طرفًا ثمَّ انتقل إلى خاله في مدينة سيدي خالد الشَّيخ مصطفى بن الصَّحراوي البوسعادي فأتم حفظه. ثمَّ انتقل إلى الزَّاوية المختارية بـ «أولاد جلاَّل» حوالي (1919م) فمكث هناك نحو أربع سنوات فأخذ الفقه وعلوم اللُّغة والتَّفسير والأصول وشيئا من العلوم الأخرى، وكان أهمّ المدرِّسين حينذاك بالزَّاوية المذكورة هما الشَّيخ: العابد السّماتي الجلالي (ت1959م والد المصلح الشَّهير محمَّد العابد الجلالي (ت1967م)، والشَّيخ مصطفى بن قويدر مبروكي (ت1945م)، وقد كان فقيدنا حتَّى أواخر ايَّامه يتحدَّث عنهما بكثير من الأجلال والتَّعظيم ويعترف لهما بالفضل الجزيل، وكان يصفهما بغزارة المعرفة والتَّمكُّن البالغ من المعارف الدِّينيَّة واللُّغويَّة والورع الشَّديد والتَّعبُّد الدَّائم... ورغم وجودهما في بيئة طرقيَّة خرافيَّة ومجتمع متخلِّف فقد كانا على اتِّصال بالحركة التَّجديديَّة في الشَّرق عن طريق الكتب والصُّحف. فتخرَّج في هذه الزَّاوية سنة (1342هـ - 1923م) بعد أن وعى واستوعب ما فيها.

ثم قصد تونس (1343هـ - 1924م) إلى جامع الزَّيتونة دون علم أهله؛ لكنَّه لم يطل المكث بها ولم يواصل الدِّراسة وعاد إلى مسقط رأسه بعد نحو ستَّة أشهر لقلَّة ذات اليد، ولكنه مانفك يبدأ رحلة طويلة دامت عشر سنوات (1926 - 1936) سائحًا في الأرض، طالبًا لكلِّ ما ينفعه من العلم والحكمة والحنكة والتَّجريب، فزار معظم مدن الجزائر وأريافها إلاَّ الصَّحراء الكبرى، فكان يتقلَّب بين القضاة والمشايخ والمفتين والمدرِّسين وخزائن الكتب والمخطوطات.
قال الأستاذ بلقاسم النُّعيمي: «وقد شاهدت بين الكتب الَّتي جمعها في تلك الفترة أعدادًا من مجلَّة «المنار» و«الإسلام» و«الفتح» و«الزَّهراء» و«الرِّسالة» المصريَّات، و«الشِّهاب القديم» و«الشِّهاب» و«الإصلاح» و«البصائر» الجزائريَّات، وعن طريق الصحف اطَّلع على أفكار الحركة الإصلاحيَّة واعتنقها عن إيمان واعتقاد»، وتفتَّحت موهبته الشِّعريَّة في هذه الفترة حيث نظم كتاب النَّحو المشهور قطر النَّدى وبلُّ الصَّدى لابن هشام، وكان ذلك سنة (1929م) في مسعد.

## معجمعية العلماء المسلمين الجزائريين

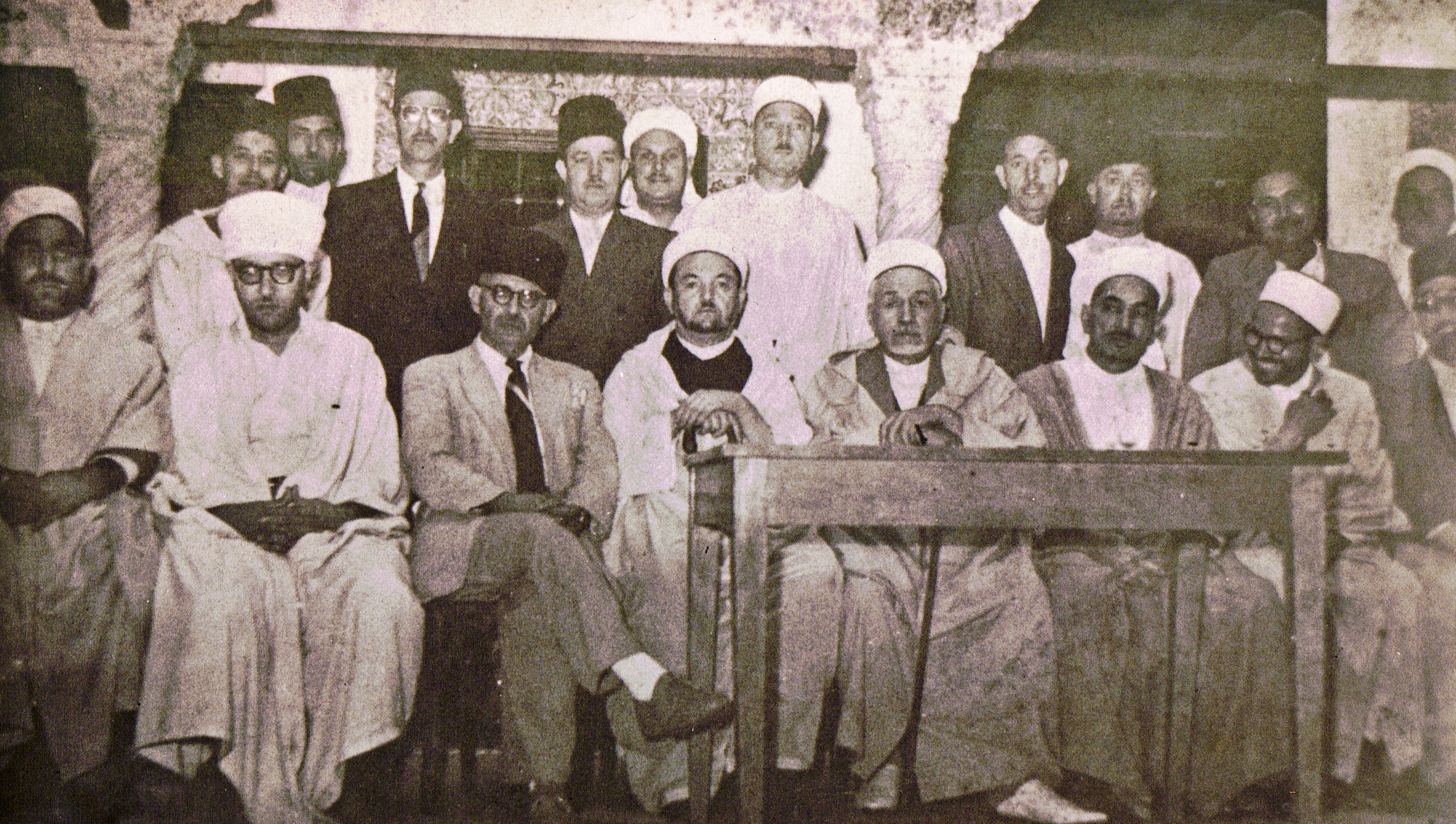
المجلس الإداري لجمعية العلماء - 1949. (الجلوس، من اليمن إلى الشمال) أحمد بوشمال، عبد اللطيف سلطاني، محمد خير الدين البسكري، محمد البشير الإبراهيمي (نائب الرئيس)، العربي التبسي، أحمد توفيق المدني، عباس بن الشيخ الحسين، نعيم النعيمي، (الوقوف من خلف) مجهول، حمزة بوكوشة، أحمد سحنون، عبد القادر المغربي، الجيلالي الفارسي، أبو بكر الأغواطي، أحمد حماني، باعزيز بن عمر، مجهول، مجهول.

حين تأسَّست جمعيَّة العلماء المسلمين الجزائريِّين سنة (1931م) اشترك في اجتماعها التَّأسيسي كعضو عامل وتعرَّف على رئيسها عبد الحميد بن باديس وأصبح من دعاتها في ناحية الغرب الجزائري في مدينة الشلف، وبقي له فيها الأثر الطَّيِّب والذِّكر الحسن في الدَّعوة إلى الله.
في سنة (1936م) عاد إلى مسقط رأسه فتزوَّج بإحدى بنات عمومته ولم يطل المكث ورجع إلى الشلف ليواصل مشواره المبارك. 

في سنة (1943م) وبعد احتلال قوَّات الحلفاء للجزائر نفته السُّلطات المحلِّيَّة من طولقة؛ اضطرَّ إلى تجميد نشاطه لمدَّة سنة عاد فيها إلى مدينة سيدي خالد فكان تلامذته يأتونه إليها ليلاً.
ثمَّ انتقل بعدها إلى بسكرة وكوَّن فيها معهدًا للتَّعليم وكان من بين تلامذته به العربي بن مهيدي، دام المعهد ثلاث سنوات إلى أن فتح معهد ابن باديس في (1947م) بقسنطينة فاختير مدرِّسًا به ونِعْمَ الاختيار.

وكان فعَّالاً نَشِطًا في المعهد وخارجه في أنحاء الوطن وحتَّى في الخارج؛ فقد حضر المؤتمر الإسلامي الثَّقافي المنعقد بتونس (1949م).

## مع الثورة المباركة
ولمَّا اندلعت ثورة التَّحرير كان من الملبِّين للنِّداء فاشتبه في أمره فنفي من قسنطينة ليعود إلى مسقط رأسه وبثَّت عليه العيون واستمرَّ به يحرِّض على الجهاد ويزيل اللَّبس ويوحِّد الصُّفوف ويجمع الكلمة ويحفظ عورة المسلمين عن عيون الكفرة الَّتي كشفها عشَّاق الرِّياسة، وهذا دأب السُّفهاء وذاك دأب العلماء.
ولم تمنعه هذه الايَّام العصيبة من العطاء؛ فقد أنشا مدرسة للبنات وجعل على تدريسهنَّ ابنة له اسمها «الزّهرة» وجلب لهنَّ الكتب المصوَّرة من تونس، ثمَّ نفي إلى المسيلة؛ فارتحل وكان قد سمَّى نفسه «صالح منصور» تفاؤلاً منه بالصَّلاح والنَّصر على أعدائه، والتحق بجبال الحضنة مع أنَّه كان منهك القوى وجرح في إحدى المعارك ممَّا اضطرَّ الثُّوَّار إلى نقله إلى تونس لعلاجه سنة (1957م)، ولمَّا شفي كلَّفته قيادة الثَّورة سنة (1958م) بمهمَّة المسامرات وهي توعية الجزائريِّين في تونس لدعم الثَّورة ولفت انتباه الإخوة التُّونسيِّين.
وقد توافقت هذه المهمَّة مع توجُّهاته فعاد إلى البحث والتَّنقيب عن كلِّ ما له صلة بالعلم وحنَّ إلى الطَّلب «وتتلمذ على أكابر علماء الزَّيتونة وخاصَّة في مادتي القراءات والحديث.
وفي هذا الصَّدد ختم القرآن عدَّة مرَّات بالقراءات السَّبع... كما اتَّصل بعلماء الحديث وقرأ عليهم الكتب الصِّحاح وروى عنهم مرويَّاتهم في الحديث وحصل على إجازاتهم الخطيَّة أيضًا.

## بعد الاستقلال
حجَّ سنة (1961م)، ومرَّ على دمشق وحمص وبيروت والقدس والقاهرة... باحثًا عن الكتب النَّادرة، ومتَّصلاً بالعلماء... وقد تفرَّغ شيخ القرَّاء الشَّيخ عبد العزيز آل عيون السّود (ت1399هـ - 1979م) لإقرائه لما رأى فيه من الألمعيَّة، وكان قبلها لا يستقبل أحدًا، فأخذ عنه القراءات الأربعة عشر والشَّيخ عبد العزيز أخذ عن النُّعيمي الحديث، وقد ذكر حفيده بأنَّه لقي العلاَّمة الألباني - رحمه الله - وأجازه.
ولمَّا عاد من رحلته الأخيرة بعد الاستقلال عيِّن مفتِّشًا عامًّا بوزارة الشُّؤون الدِّينيَّة بقسنطينة وأحوازها.
ومثَّل الجزائر في مؤتمرات دوليَّة:
في (1963) المؤتمر الإسلامي لبدايات الشُّهور القمريَّة في تونس، وقدَّم فيه بحثًا.
(1968) مؤتمر مجمع البحوث الإسلاميَّة، وكان عضوًا فيه.
(1969) المؤتمر الإسلامي الدّولي في ماليزيا، قدَّم بحثًا في الصَّوم وعيد الفطر.

## آثاره
- نظم قطر النَّدى وبلّ الصَّدى» نظم رائق على طريقة الأوَّلين من (478) بيت، انتهى منه في (1929)؛
- مقطوعات شعريَّة وقصائد مبعثرة بين أوراقه ودفاتره؛
- محاضرات حول المعركة الإصلاحيَّة في العالم الإسلامي وفي الجزائر ودروس في التَّفسير ألقاها على طبقة كليَّة الآداب بجامعة قسنطينة؛
- الأبحاث الَّتي قدَّمها إلى المؤتمرات الإسلاميَّة؛
- مقتطفات وتعليقات مسجَّلة بخطِّ يده على هوامش الكتب المطبوعة أو المخطوطة.

## وفاته
وافته المنيَّة سنة (1973م) في قسنطينة ودفن بها وشهد جنازته أمَّة من النَّاس لا يحصون كثرة. ومما قاله الشاعر محمد عاشور في رثائه:
في سنة 2004 م أهدى أولاد الشيخ النعيمي مكتبته إلى مكتبة الدكتور أحمد عروة بجامعة الأمير عبد القادر للعلوم الإسلامية بقسنطينة وضمت 804 عنوانا.